# Giulio Justolin
Giulio Justolin (Cavenzano, 25 settembre 1866 – Terzo di Aquileia, 3 agosto 1930) è stato un pittore italiano.

## Biografia

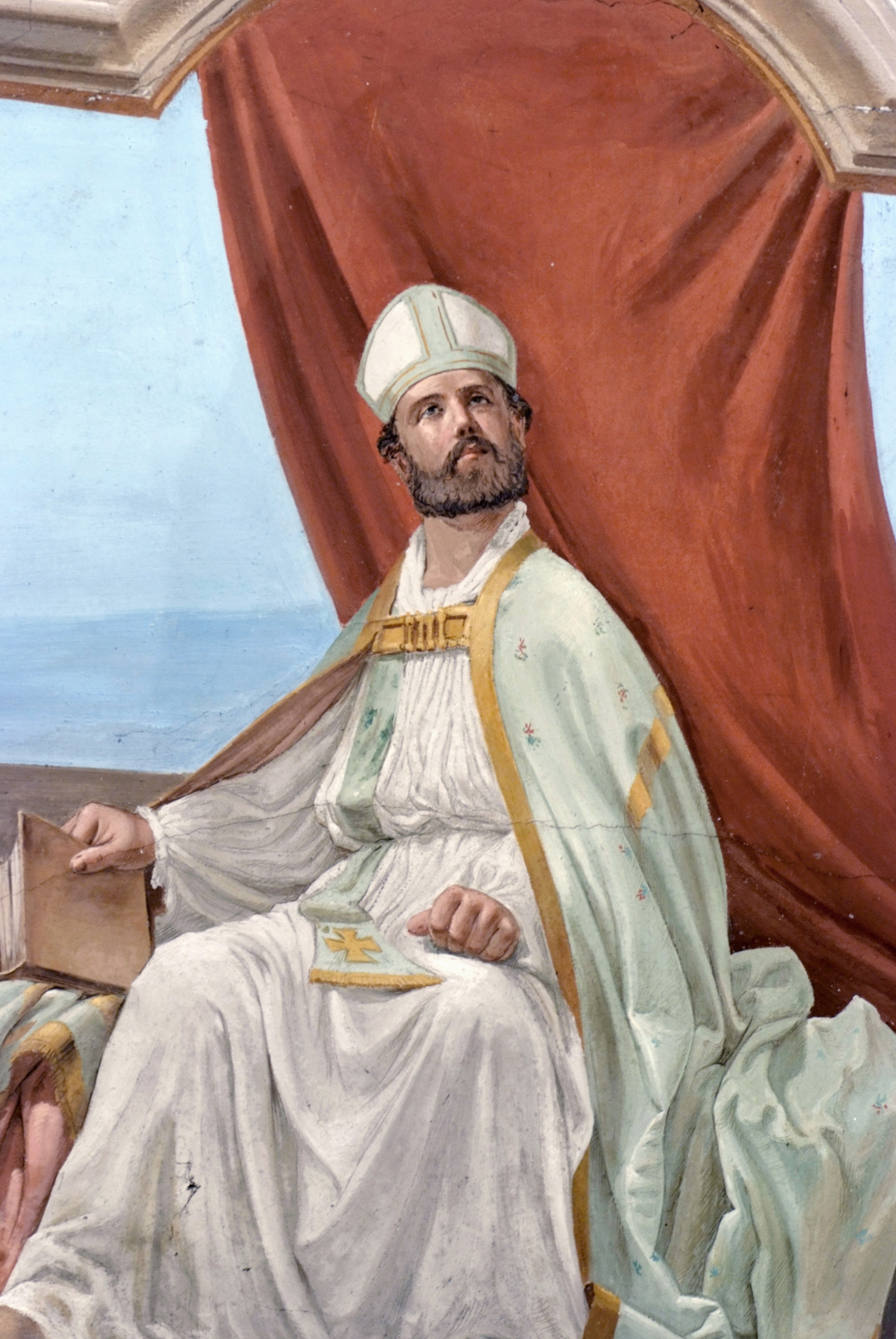
Giulio Justolin, Sant'Agostino (1900), chiesa di Santa Maria Assunta, Cavenzano (Udine)

Giulio Justolin nacque a Cavenzano, oggi frazione del comune di Campolongo Tapogliano in provincia di Udine, ma allora inserito nei domini dell'Impero Austroungarico. La famiglia paterna, presente in paese fin dal medioevo, era dedita alla coltivazione della terra e il giovane, quarto di otto figli, frequentò le scuole popolari di Campolongo dove ben prestò mostrò una spiccata attitudine al disegno che fu incoraggiata dai membri della famiglia di Nicola Jesse. Giulio Justolin frequentò, quindi, la sezione di Disegno d'Ornato presso la Scuola Triestina di Disegno e Professionale (1884-1887) dove vinse il primo premio di medaglia d'argento per ciascun anno di corso; compì il suo apprendistato presso il pittore Giovanni Satti (1824-1904) occupandosi principalmente di decorazione d'interni. 

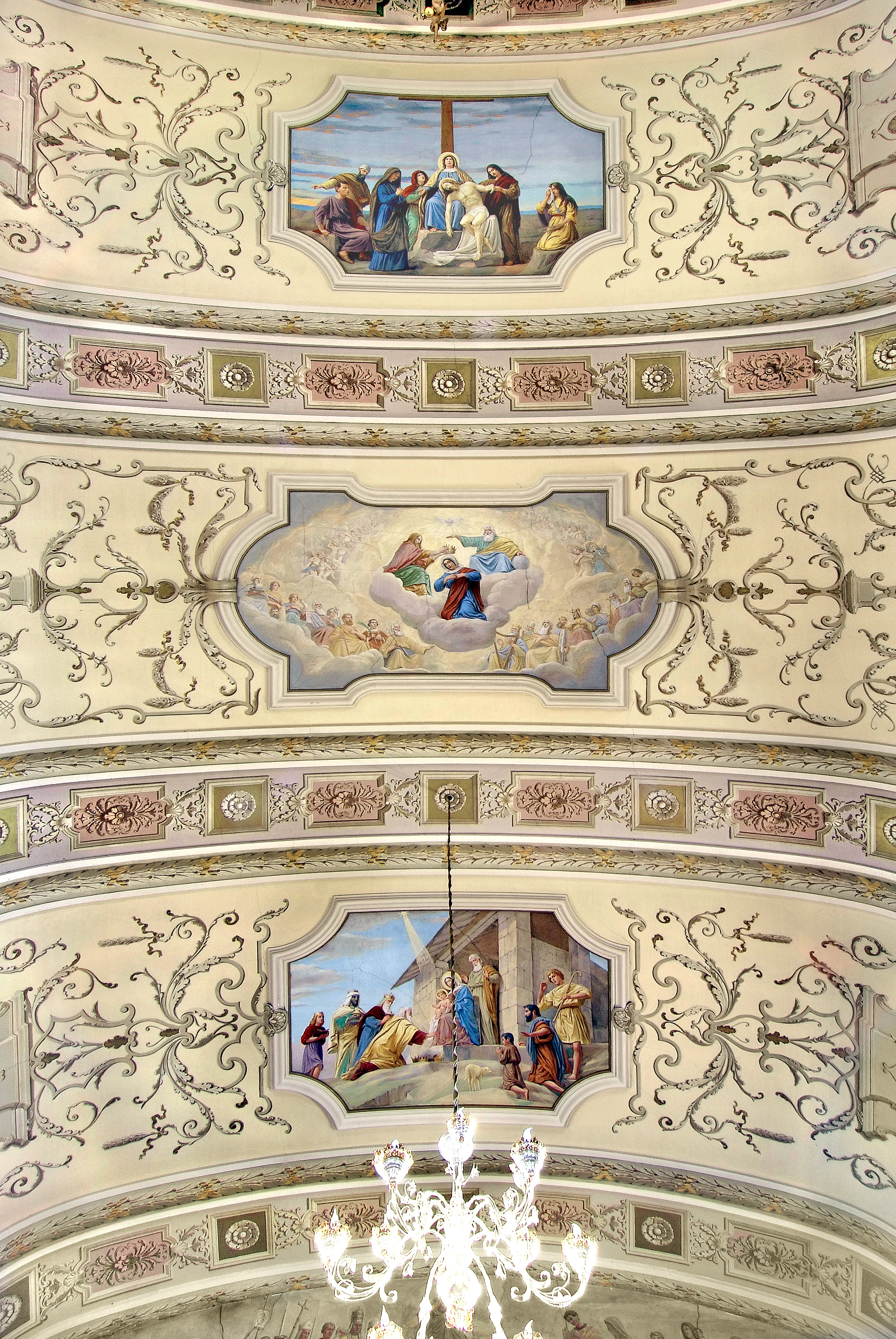
Giulio Justolin, decorazione della navata (1910), chiesa di Santa Maria Maggiore, Visco (Udine)

Nel 1891 tornò al paese natale e ben presto ricevette le prime commissioni pubbliche: il Battesimo di Cristo (1893, perduto), affrescato sul muro della nicchia del fonte battesimale della chiesa di San Giorgio a Campolongo, e il San Vito guidato dall'Angelo con relative decorazioni nel soffitto della chiesa dei Santi Vito e Modesto a San Vito al Torre (1895). Queste opere risentono l'influsso del pittore udinese Lorenzo Bianchini (1825-1892) e rivelano, nel contempo, le difficoltà incontrate nella costruzione della figura umana e nella sua disposizione nello spazio. Nello stesso anno, spinto dal concittadino e mecenate Vincenzo Michieli (1844-1902), ottenne un sussidio dalla Dieta Provinciale di Gorizia e la possibilità di frequentare la Regia Accademia delle Belle Arti di Roma dove studiò l'anatomia umana nella "scuola libera con modello vivente" e i corsi serali gratuiti della "scuola del nudo" presso l'Accademia di Francia. In seguito, con ulteriori sussidi e con i proventi ottenuti dal suo lavoro, frequenterà altri anni scolastici presso la Regia Accademia delle Belle Arti di Roma (1900-1901, 1902-1903, 1904-1905) sotto la guida del pittore Francesco Jacovacci (1838-1908) e dello scultore Nicola Cantalamessa Papotti (1833-1910). 
Al suo ritorno decorò la cantoria dell'organo della chiesa di Versa e pose mano gli ornati sul soffitto del presbiterio della chiesa di Santo Spirito a Bruma presso Gradisca d'Isonzo (1897): in questa occasione conobbe il pittore Leonardo Rigo (1846-1915) la cui pittura tiepolesca, ariosa, luminosa e vivace lo influenzerà molto nelle opere a venire. Successivamente realizzò pregiati affreschi tematici e raffinate decorazioni: la Coena Domini e gli Evangelisti nel presbiterio della chiesa di San Giorgio a Campolongo (1898); i Quattro dottori della Chiesa e l'intera decorazione della chiesa di Cavenzano (1900), in cui si distinse per l'uso abile del chiaroscuro; il Battesimo di Cristo nella chiesa di Ruda (1901, perduto); l'Assunzione nella chiesa di Santo Spirito a Bruma presso Gradisca d'Isonzo (1901, perduta); gli Evangelisti, la Gloria di San Gottardo e il Sacro Cuore di Gesù nella chiesa di Mariano del Friuli (1901-1903); scene dai Miracoli di Santa Margherita nell'omonima chiesa a Tapogliano (1904); una serie di Storie della Vergine e altri affreschi nella chiesa di Santa Maria Annunziata di Romans d'Isonzo (1904); decorazioni nella chiese di Turriaco, Corona e San Pier d'Isonzo (1904); i Quattro dottori della Chiesa e decorazioni a chiaroscuro nella chiesa di San Zenone a Viscone (1906); decorazioni nella chiesa di San Biagio vescovo a Terzo di Aquileia (1908); la Gloria di San Martino vescovo nell'omonima chiesa di Tapogliano (1908); decorazioni nella chiesa di Sant'Agnese di Joannis (1909, perdute); la Madonna della Neve e decorazioni nella chiesa di Santa Maria Maggiore di Visco (1910); la Madonna con Bambino nel sacello campestre della Vergine Madre Regina dei Credenti presso Viscone (1910); il perduto San Michele e altri affreschi nella chiesa di San Michele arcangelo a Chiopris (1911); decorazioni nella chiesa di San Rocco a Villesse e sulla facciata della chiesa di Sant'Andrea di Versa (1913). Nel 1912 lo Justolin si era sposato con Maria Rosalia Stabile (1858-1940) presso la cui dimora di Terzo di Aquileia si era trasferito.
Dopo un lungo periodo d'inattività dovuto agli eventi della prima guerra mondiale, in cui il pittore si dilettava a scattare fotografie ai militari da spedire alle famiglie, oltre a realizzare innumerevoli lastre di vari soggetti, riprese il pennello realizzando la Gloria di Santa Elisabetta d'Ungheria per la chiesa omonima di Fogliano (1921); la Gloria di San Biagio per la chiesa di Terzo di Aquileia e restaurando parte del grande affresco di Sebastiano Santi nella parete di fondo del presbiterio (1921-1922); l'Estasi di sant'Antonio di Padova, unica sua pala d'altare, per la chiesa di San Lorenzo Isontino (1924); la Madonna con Bambino nel sacello campestre dedicato alla Vergine Maria presso Versa (1926) e l'Incoronazione della Vergine nella chiesa di Santa Maria Assunta di Medea (1929). Affrescò santa Margherita da Cortona, san Rocco, sant'Antonio abate e una Pietà nelle nicchie dell'edicola della Santa Croce di Ruda (1930). Dal 1922 al 1925 ricoprì la carica di sindaco del comune di Terzo di Aquileia. Nel luglio del 1930, mentre stava affrescando la facciata della solitaria chiesa di Madonna di Strada in cimitero, presso l'abitato di Viscone, ebbe un malore: morirà il 3 agosto a Terzo di Aquileia nel cui cimitero verrà sepolto.
Giulio Justolin ebbe una copiosa produzione profana in cui si inseriscono: i "realistici nudi romani che denotano un'efficace resa anatomica, spesso esaltata da un'intensa fonte luminosa che si stende morbidamente sulle plastiche volumetrie dei corpi"; i ritratti "in cui l'artista, abile nella costruzione del volto e nella distribuzione cromatica, dimostra una notevole capacità d'introspezione senza risparmiarsi nuovi brividi impressionisti"; le vedute realizzate "con pennellate sciolte e macchie di colore contrastanti che immergono il riguardante in panorami estivi d'altri tempi".
Nel 2012 la sua figura è stata celebrata con una monografia curata dal prof. Giulio Tavian ed edita dalle Edizioni della Laguna. Nel 2016, presso il municipio di Campolongo Tapogliano, è stata organizzata una mostra molto apprezzata in cui sono stati esposti, per la prima volta, alcuni dipinti conservati in collezioni private.

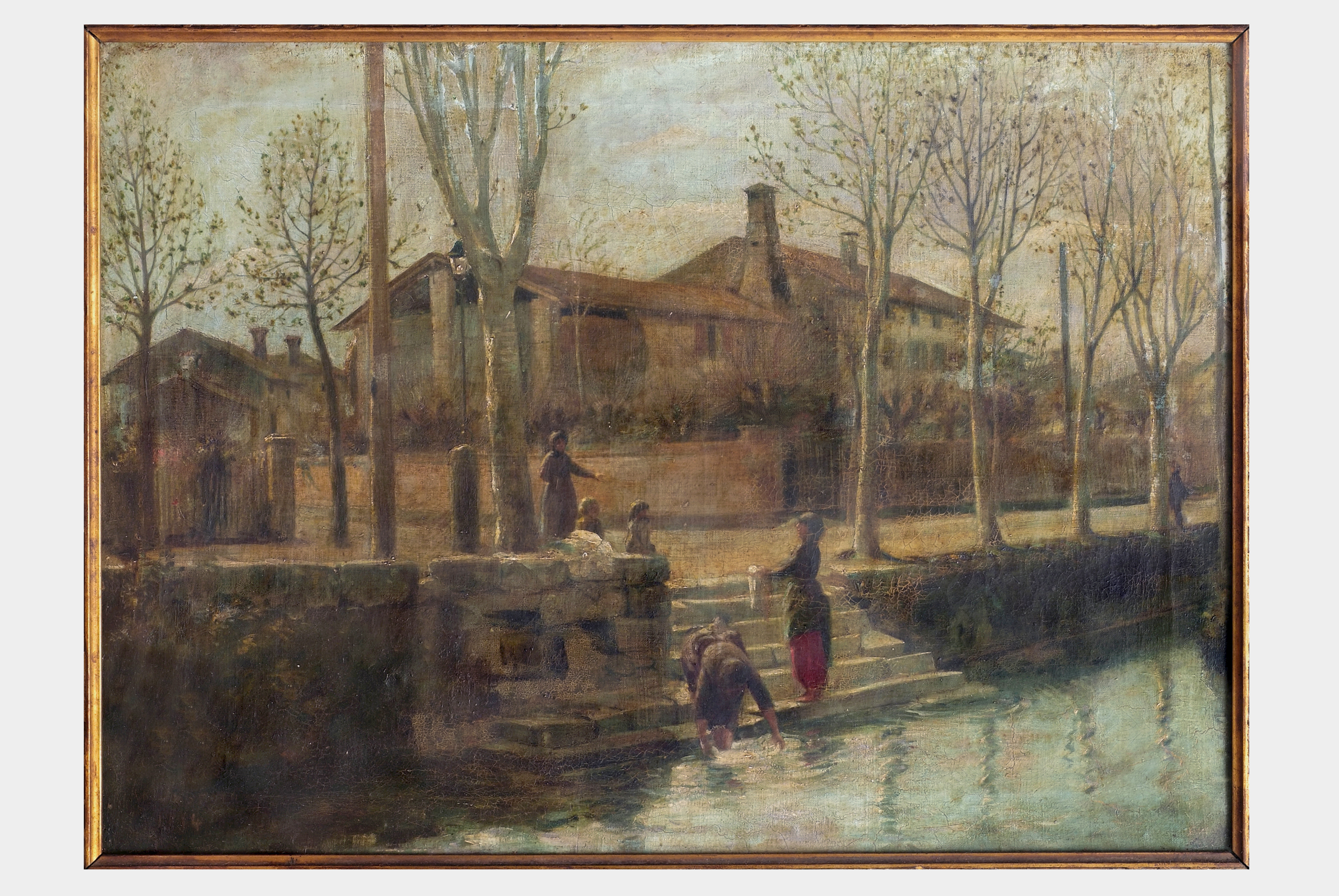
Giulio Justolin, Donne al lavatoio sul fiume Terzo (1920 ca.), coll. priv.